# Nexus Energía
Nexus Energía es una comercializadora independiente de energía eléctrica en el mercado español, con presencia en Portugal y México. Ofrece soluciones energéticas adaptadas para empresas y electricidad 100% renovable acreditada y gas. También actúa como representante de productores de energía renovable y es líder en representación de energía fotovoltaica en el mercado eléctrico español.

## Historia
Nexus Energía fue creada en el año 2.000 en Barcelona, tras la liberalización del mercado energético de España. La empresa se constituye con capital de 12 empresas eléctricas.
En mayo de 2008, el acuerdo con Distribuidoras Eléctricas y ASIF (Asociación de la Industria Fotovoltaica) le permite convertirse en un agente de mercado de referencia del sector solar.
En enero de 2015, se lanza Esfera Luz, comercializadora en línea para el mercado doméstico. A inicios de 2016, Joan Canela se convierte en nuevo director general de Nexus Energía.
En octubre de 2017 Nexus Energía entra en el accionariado de Luzboa Comercialização de Energia. Ese mismo año, logra las certificaciones ISO de gestión ambiental, energética y de calidad.
En junio de 2018, siguió su expansión internacional entrando en el mercado mexicano de la mano de Cox Energy. En España se refuerza con la compra de Noski, ayudándole a conseguir un récord de facturación durante el próximo año (1.117M €).
En septiembre de 2019, firma un contrato de representación de energía fotovoltaica con X-Elio.
En 2021, reforzó su capital incorporando al grupo industrial cotizado japonés Sojitz y consiguió un récord de facturación alcanzando los 2.357 millones de euros, logrando un beneficio de 6,9 millones.
En 2022 su director general, Joan Canela, fue incluido en la lista de la revista Forbes "Los 100 mejores CEO de España 2022".